# Lily Tarn
Der Lily Tarn ist ein See im Lake District, Cumbria, England.
Der Lily Tarn liegt südwestlich des Loughrigg Fell und westlich von Ambleside. Der See hat keinen erkennbaren Zu- und Abfluss.